# 李振 (1924年)
李振（1924年7月12日—2018年4月7日），男，汉族，山东安丘人。中国共产党党员，中华人民共和国政治人物。曾任中共山东省委副书记，山东省人民政府副省长、常务副省长，山东省人大常委会主任等职。

## 生平
1924年7月12日出生，1939年6月加入中国共产党。
早年曾任高密县委书记，即东县委书记，胶州地委副书记，德州地委书记，大众日报社革委会主任。后任中共山东省委副书记，山东省人民政府副省长、常务副省长，山东省人大常委会主任。
1998年2月离职休养。2018年4月7日，因病医治无效在山东济南逝世，享年93岁。